# Mitchelton-Scott (vrouwenwielerploeg)/2020
Deze pagina geeft een overzicht van de vrouwenwielerploeg Mitchelton-Scott in 2020.

## Algemeen

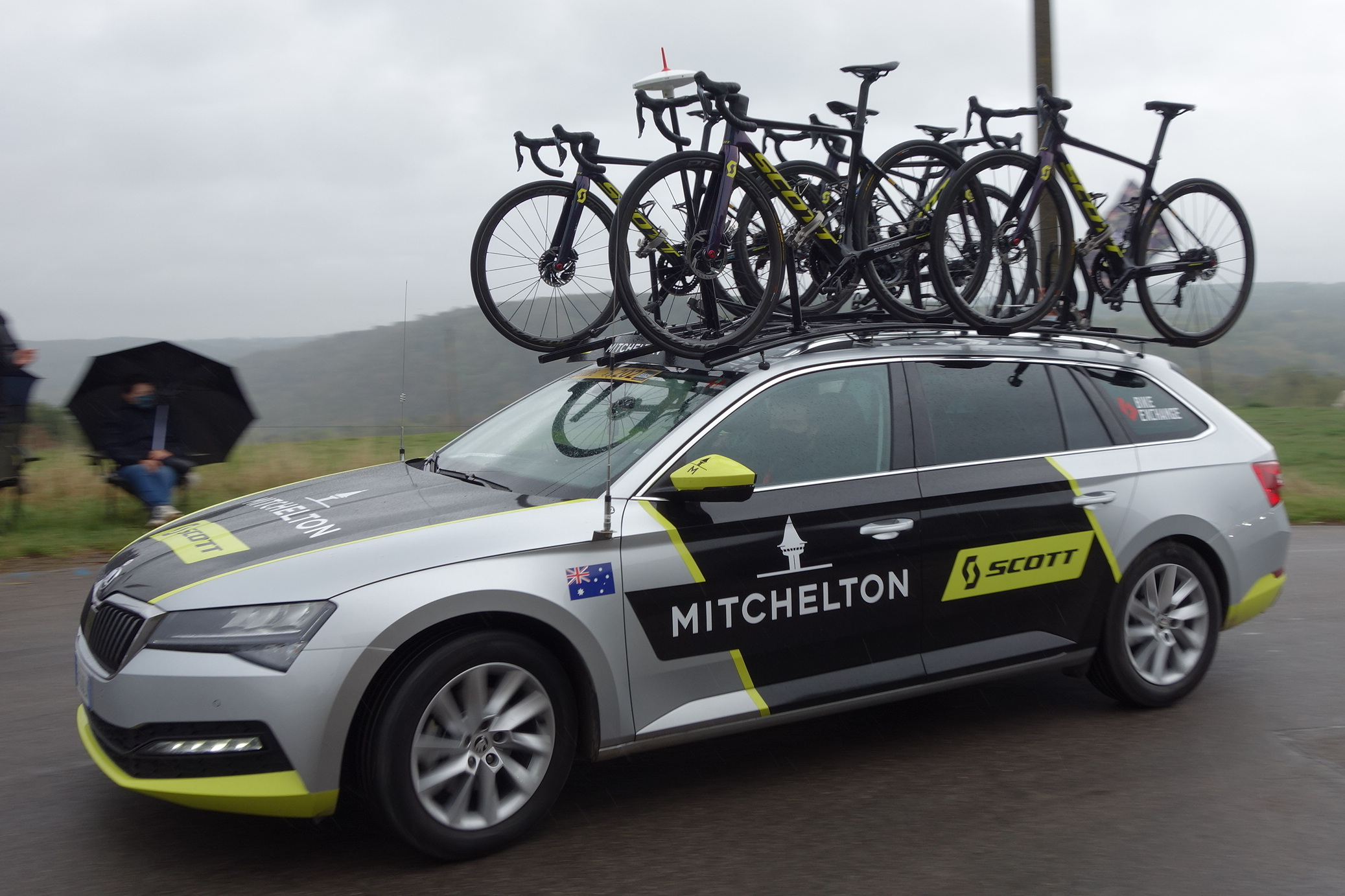
Ploegauto in de Waalse Pijl 2020.

Algemeen manager: Shayne Bannan (tot juli), Brent Copeland (vanaf juli)
Ploegleiders: Alejandro Gonzalez-Fablas, Martin Vestby
Fietsmerk: Scott

## Rensters

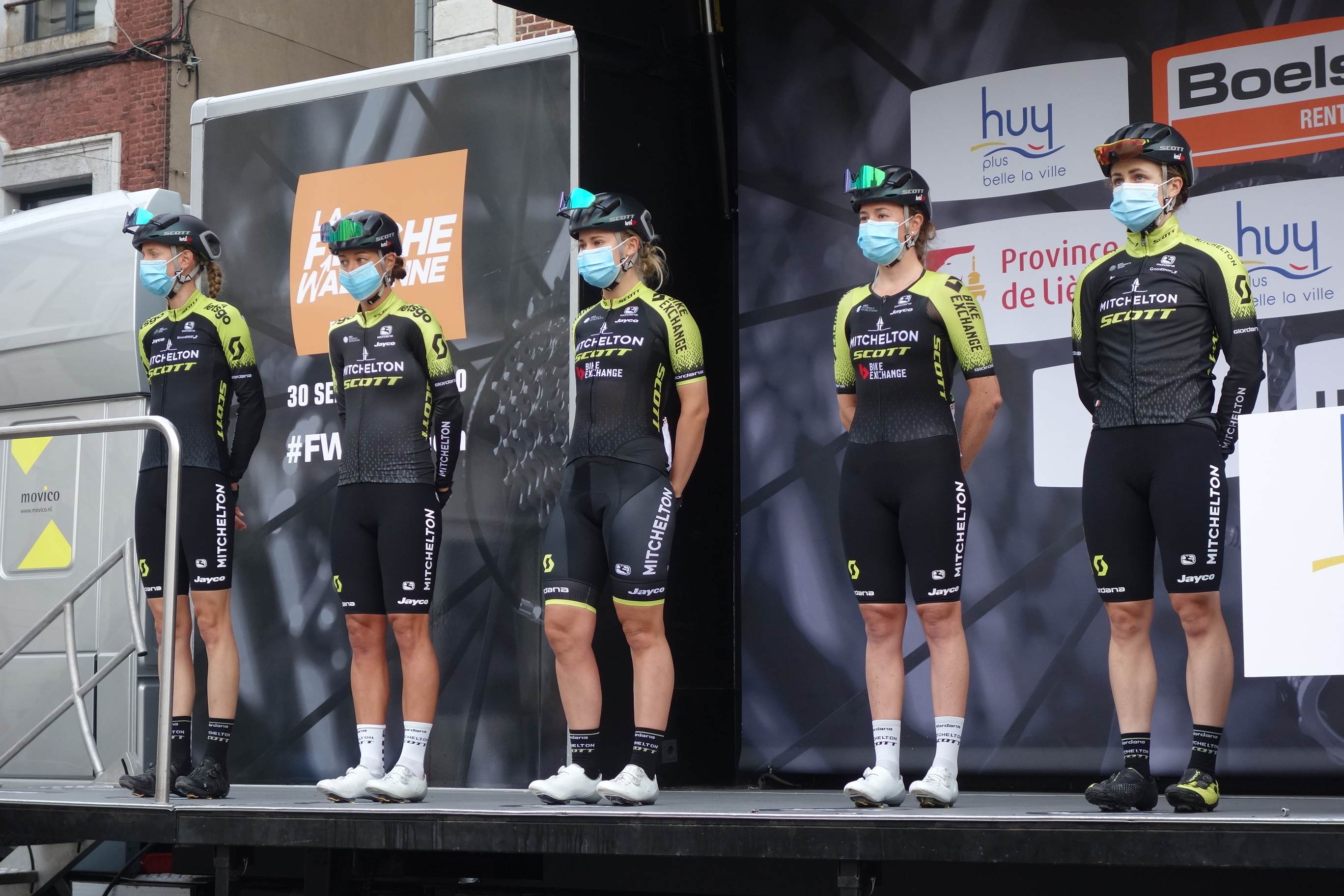
De ploeg in de Waalse Pijl 2020.

| Naam                 | Geboortedatum | Nationaliteit       | Ploeg 2019 |
| -------------------- | ------------- | ------------------- | ---------- |
| Jessica Allen        | 17-04-1993    | Australië           |            |
| Grace Brown          | 07-07-1992    | Australië           |            |
| Gracie Elvin         | 31-10-1988    | Australië           |            |
| Janneke Ensing       | 21-09-1986    | Nederland           | WNT-Rotor  |
| Lucy Kennedy         | 11-07-1988    | Australië           |            |
| Jessica Roberts      | 11-04-1999    | Verenigd Koninkrijk | Neoprof    |
| Sarah Roy            | 27-02-1986    | Australië           |            |
| Amanda Spratt        | 17-09-1987    | Australië           |            |
| Moniek Tenniglo      | 02-05-1988    | Nederland           |            |
| Annemiek van Vleuten | 08-10-1982    | Nederland           |            |
| Georgia Williams     | 25-08-1993    | Nieuw-Zeeland       |            |

### Vertrokken
| Naam            | Ploeg 2019 |
| --------------- | ---------- |
| Alexandra Manly | ?          |

### Fotogalerij

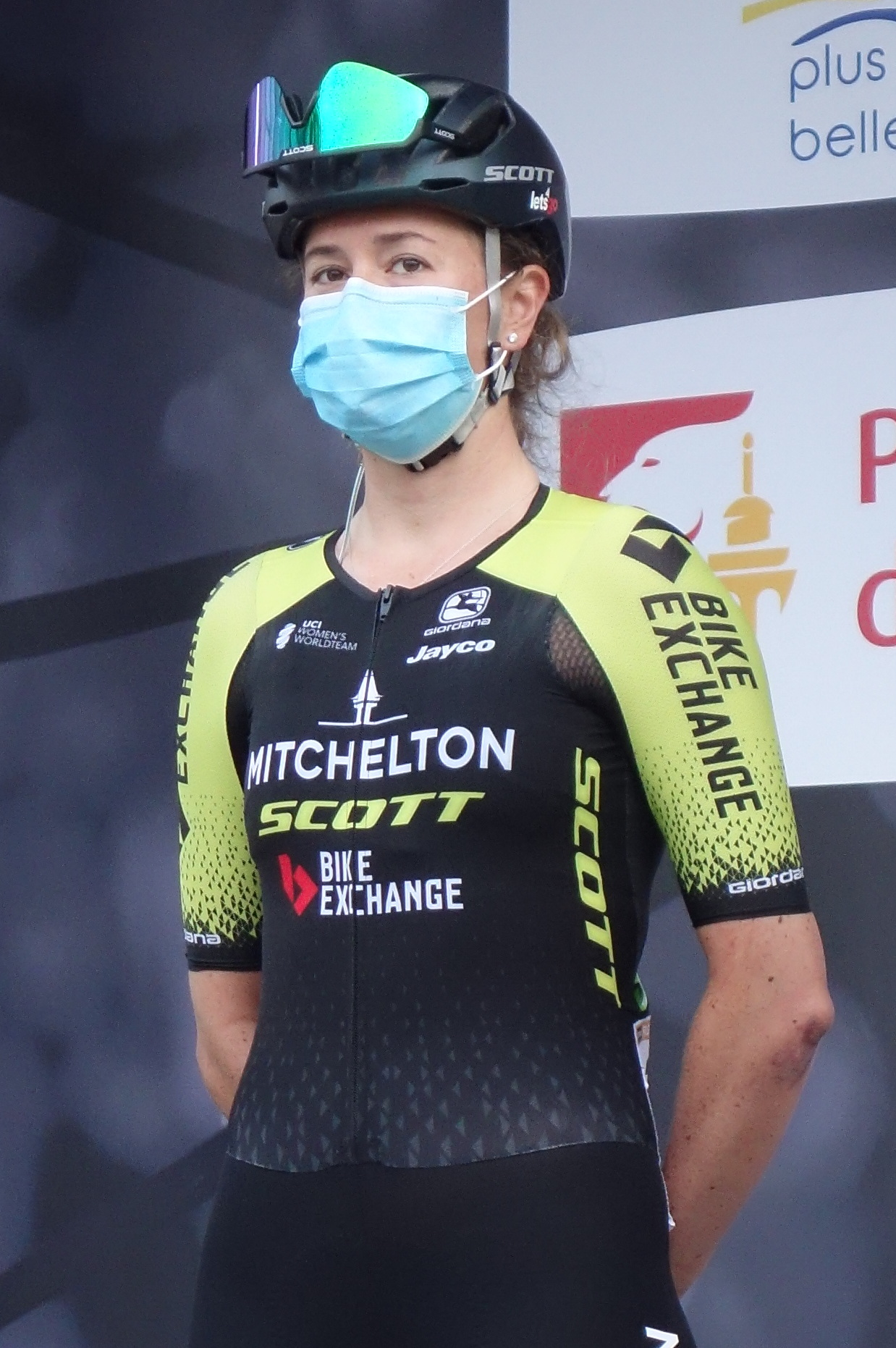
Jessica Allen
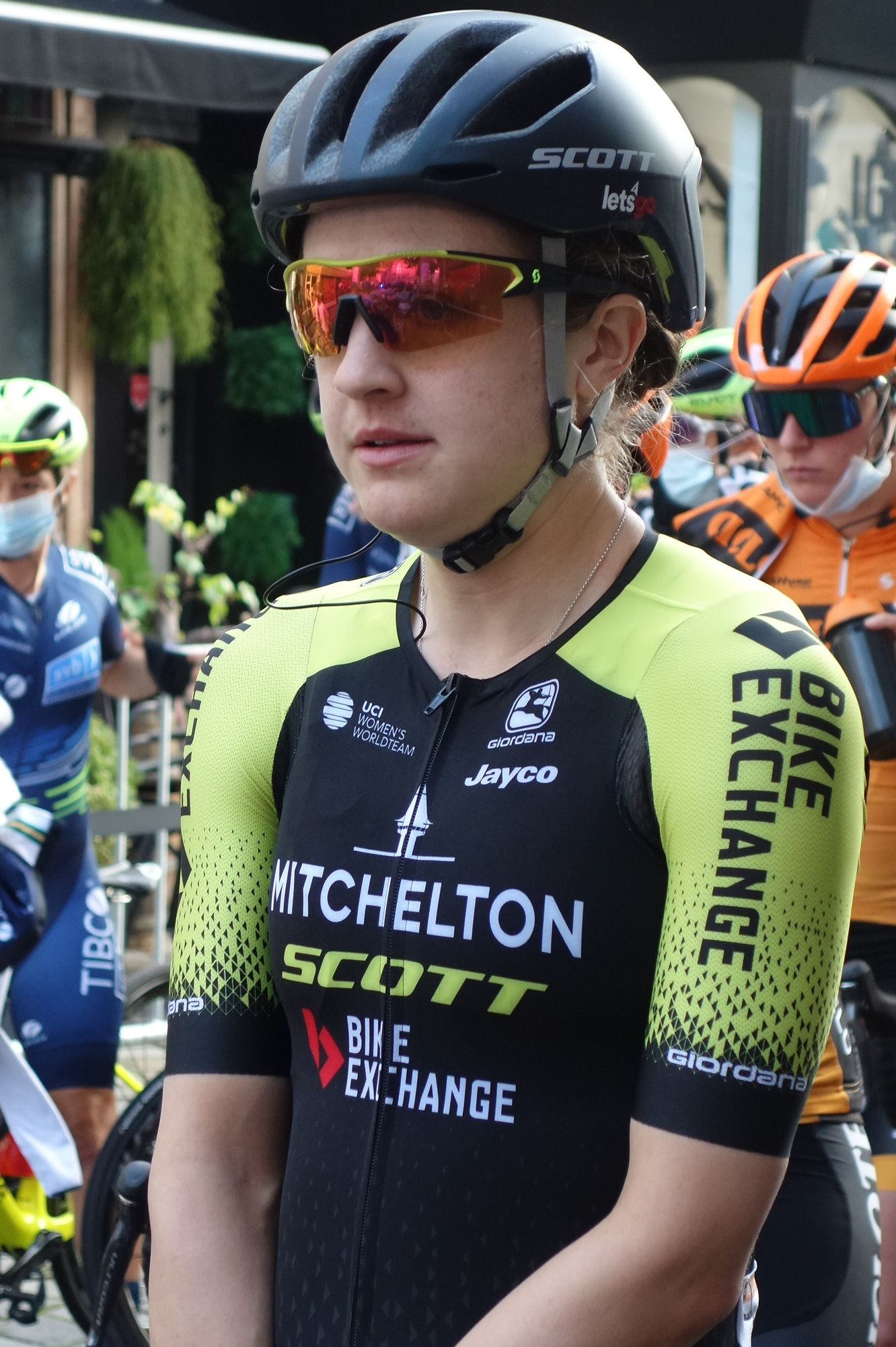
Grace Brown
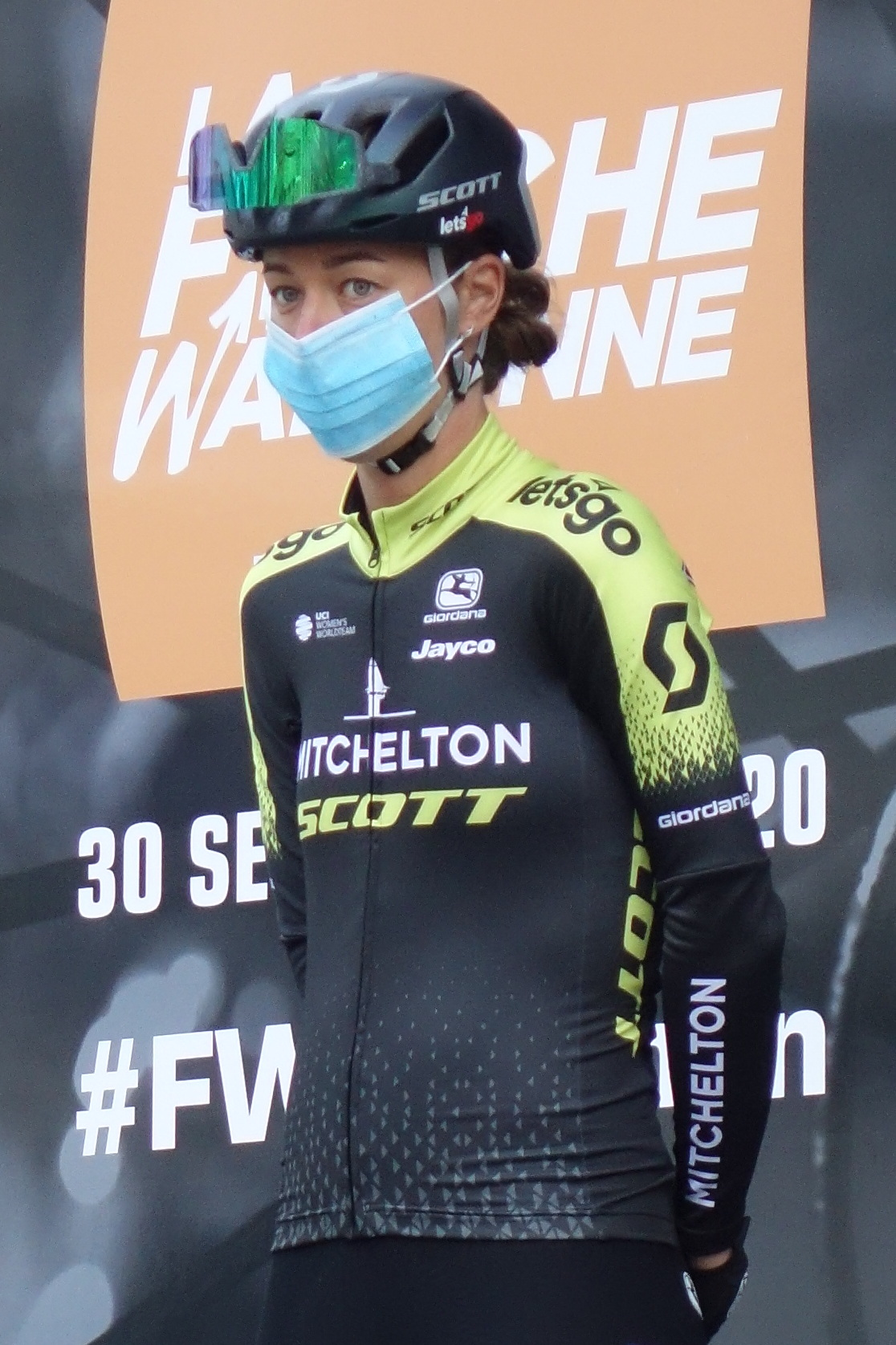
Janneke Ensing
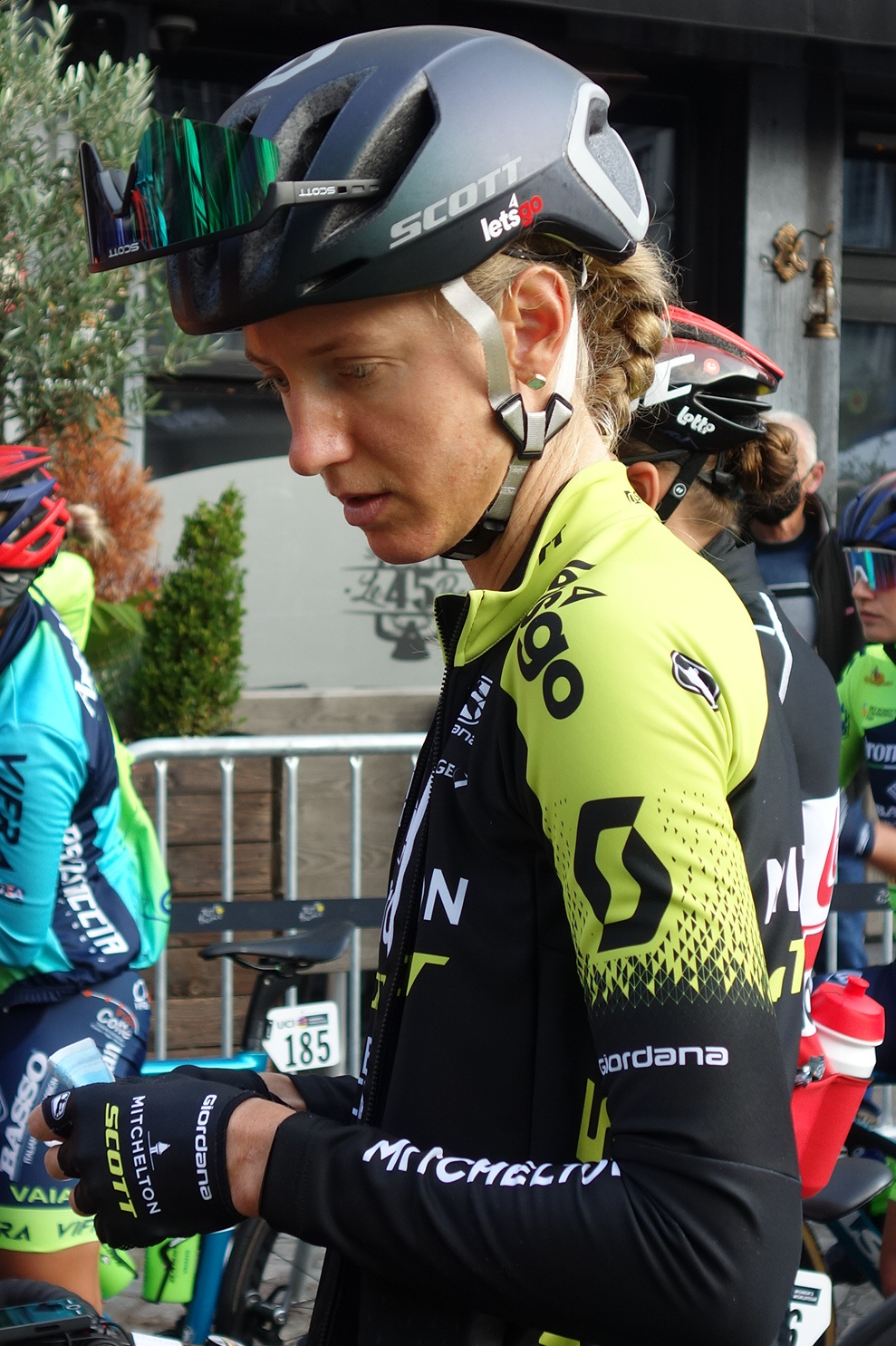
Lucy Kennedy
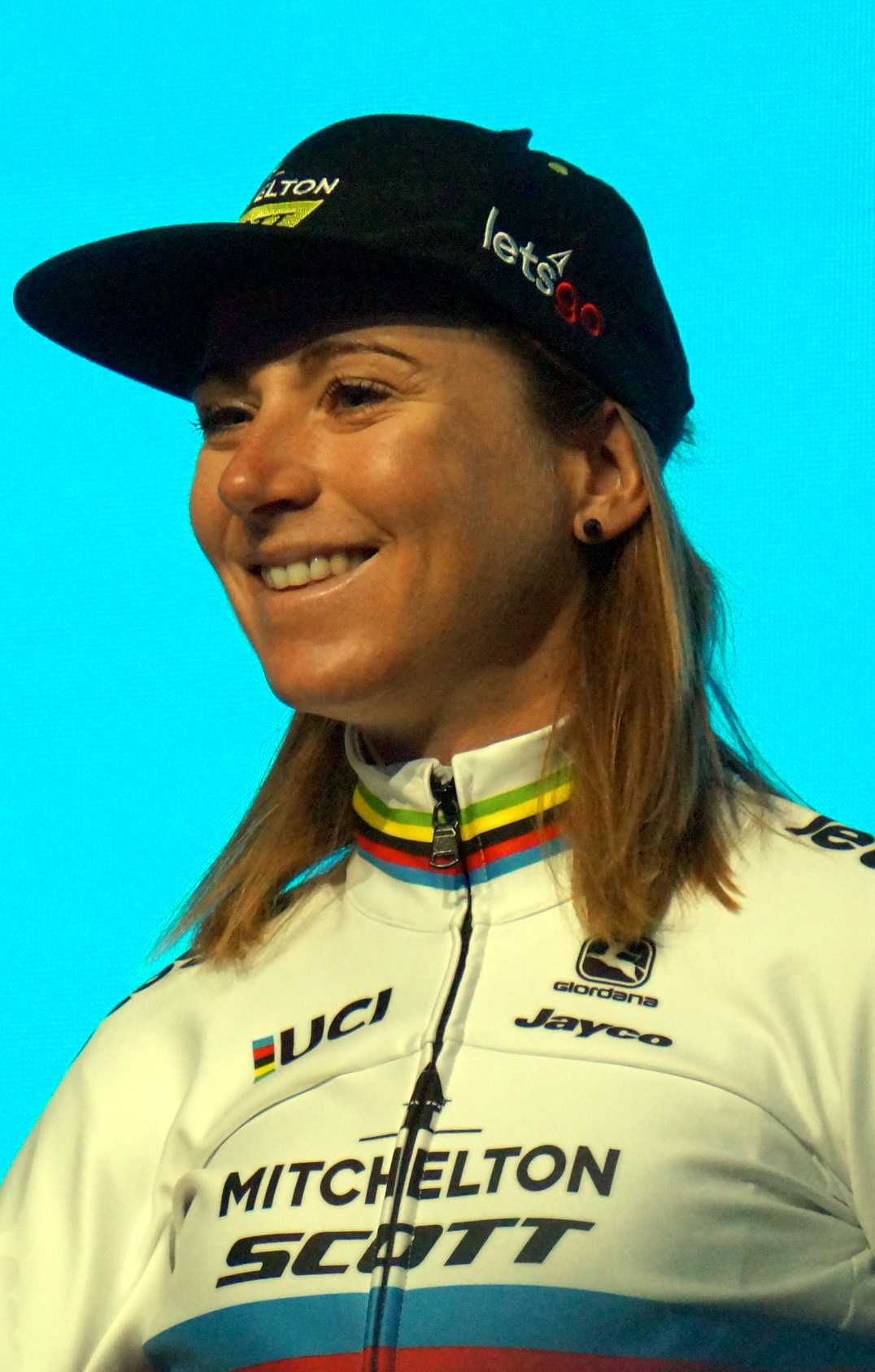
Annemiek van Vleuten
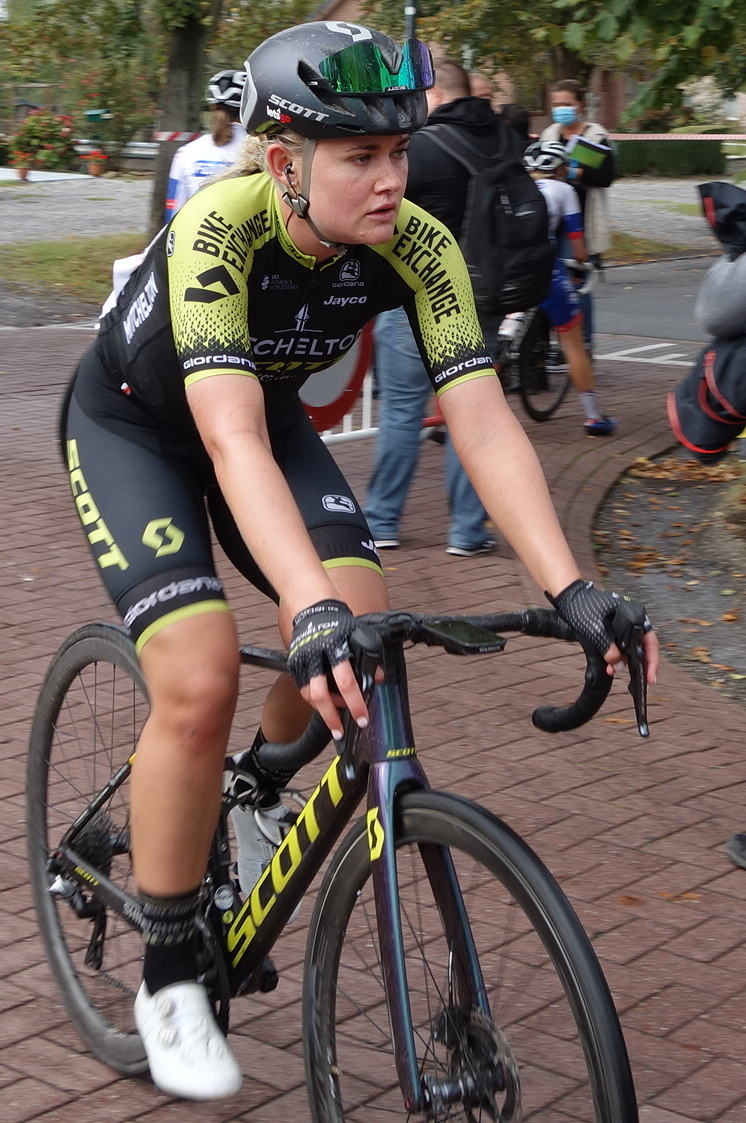
Georgia Williams

## Overwinningen
| Kampioenschappen Europees kampioen op de weg, Annemiek van Vleuten Australisch kampioen op de weg, Amanda Spratt Women's World Tour Strade Bianche, Annemiek van Vleuten 2e etappe Giro Rosa, Annemiek van Vleuten | Overig 2e etappe Women's Tour Down Under, Amanda Spratt Eindklassement Women's Herald Sun Tour, Lucy Kennedy Omloop Het Nieuwsblad, Annemiek van Vleuten Emakumeen Nafarroako Klasikoa, Annemiek van Vleuten Clasica Femenina Navarra, Annemiek van Vleuten Durango-Durango Emakumeen Saria, Annemiek van Vleuten Brabantse Pijl, Grace Brown |

Mannen: 2012 · 2013 · 2014 · 2015 · 2016 · 2017 · 2018 · 2019 · 2020 · 2021 · 2022 · 2023 · 2024  · 2025
Vrouwen: 2012 · 2013 · 2014 · 2015 · 2016 · 2017 · 2018 · 2019 · 2020 · 2021 · 2022 · 2023 · 2024 · 2025
Alé BTC Ljubljana · Canyon-SRAM ·  CCC-Liv · FDJ Nouvelle-Aquitaine Futuroscope · Mitchelton-Scott · Movistar Team · Team Sunweb · Trek-Segafredo